# Dordt University
Dordt University är ett privat evangelikalt universitet i Sioux Center i Iowa. Lärosätet grundades 1955 och namnet syftar på synoden i Dordrecht inom den nederländska reformerta kyrkan som hölls 1618–1619.